# Anthelephila imperator
Anthelephila imperator är en skalbaggsart som beskrevs av Laferté-sénectère 1849. Anthelephila imperator ingår i släktet Anthelephila och familjen kvickbaggar. Inga underarter finns listade i Catalogue of Life.